# Hemisferi nord
L'hemisferi nord o hemisferi boreal és una de les divisions clàssiques en què es divideix el planeta Terra. Correspon a la meitat del globus terraqüi situat al nord de la línia de l'equador, que la separa de l'hemisferi sud. L'hemisferi nord és compost, en la seva majoria, per continents, en els quals hi ha la totalitat d'Amèrica del Nord, Amèrica Central, Euràsia (Europa i Àsia), la major part d'Àfrica, la part septentrional d'Amèrica del Sud i algunes illes menors d'Oceania. Les estacions de l'any ocorren en forma inversa a l'hemisferi sud. Així, l'estiu boreal s'estén entre juny i setembre, mentre l'hivern ho fa entre desembre i març. A causa del fet que el periheli ocorre el mes de gener, l'estiu boreal és més llarg que l'austral i més càlid; al revés, l'hivern boreal és més curt que l'austral i menys sever. Històricament, l'hemisferi nord ha estat considerat un hemisferi ric i desenvolupat, en contrast amb el sud, principalment per l'existència dels països europeus, Estats Units i Japó en aquesta zona. El 89% de la població mundial habita aquestes terres.